# Wilhelm Hartan

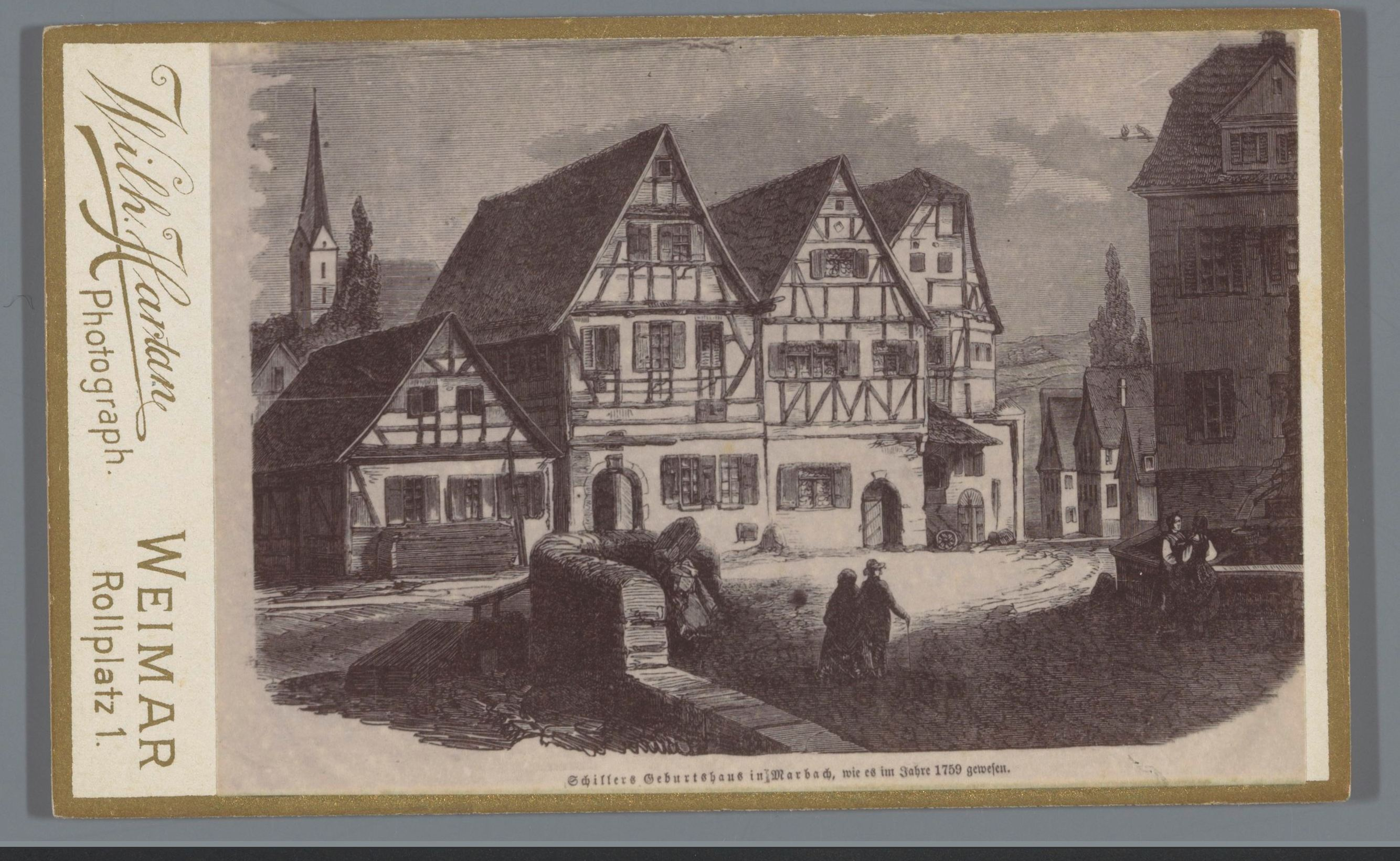
Fotoreproduktion einer Zeichnung vom Schillerhaus in Marbach am Neckar von Wilhelm Hartan

Johann Friedrich Wilhelm Hartan (geboren am 12. November 1838 in Weimar; gestorben am 22. Juni 1917 ebenda) war ein deutscher Fotograf und Verleger. Von ihm stammen einige der frühesten fotografischen Ansichten, die das sich rasch verändernde Stadtbild Weimars und anderer Orte im Großherzogtum Sachsen-Weimar-Eisenach vor dem Ersten Weltkrieg dokumentieren. Außerdem war er Mitgründer des Thüringer Photographen-Vereins und Mitglied des Deutschen Photographen-Vereins.

## Leben

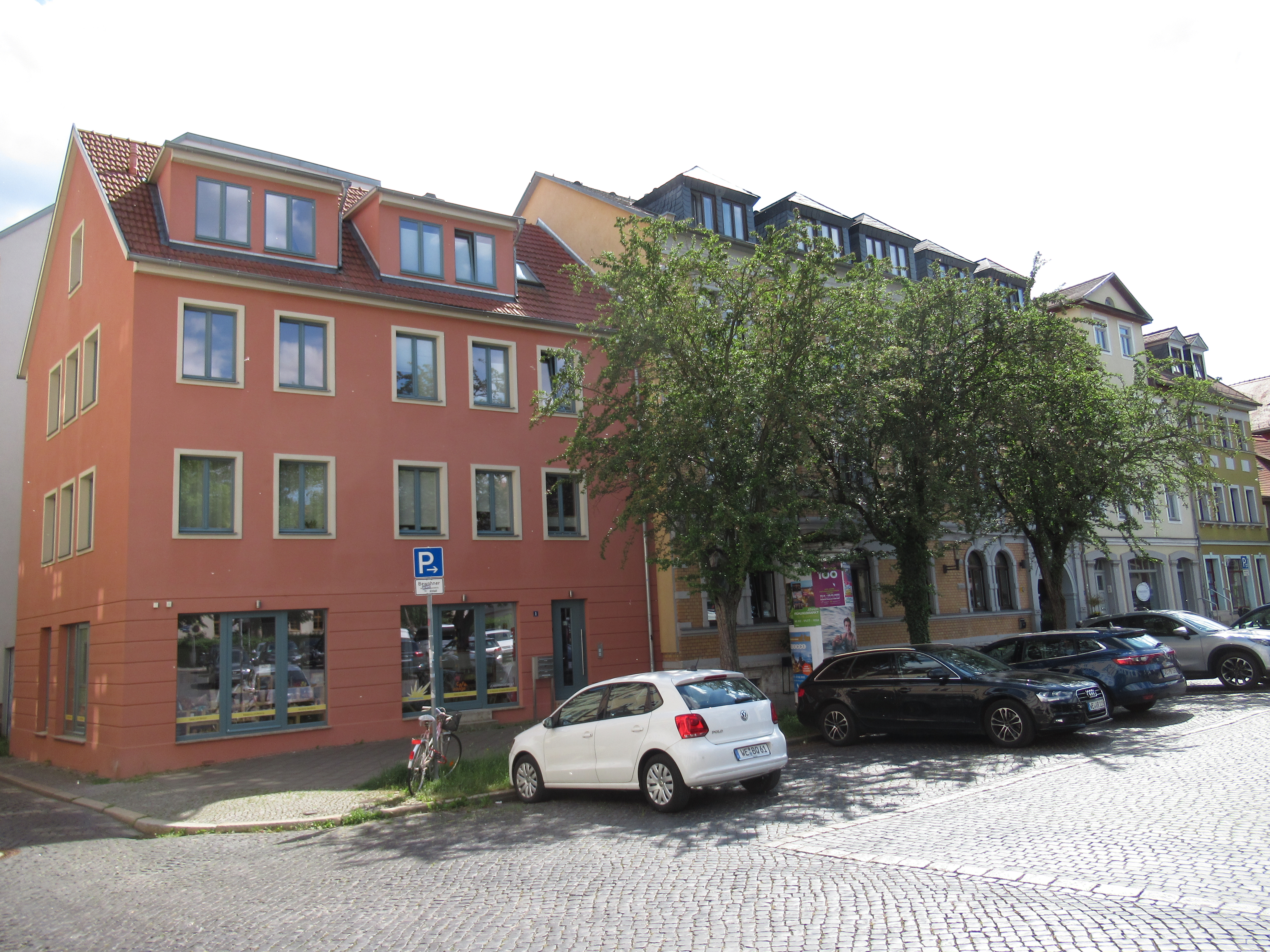
Zeile Rollplatz 1–6; Hartans Atelier und Wohnung waren in Haus Nr. 1 ganz links; beim heutigen Gebäude handelt es sich allerdings um einen Neubau nach dem Abriss des alten Hauses im Jahre 2011.

Er war der Sohn von Gustav Eduard Hartan und Eva Maria geb. Krebs. Nachdem sich die Fotografie auch im deutschsprachigen Raum durchgesetzt hatte, war Hartan ab 1864 als Fotograf in Weimar tätig. Er gründete in der Jakobstraße das erste Lichtbildatelier in der Stadt, bevor er 1879 an den Rollplatz umzog. Außerdem war er Postkartenverleger. Als sich im Jahre 1876 in Gotha die Thüringer Photographengesellschaft, welche als erste Vereinigung unter Berufsfotografen galt, unter dem Vorsitzenden Karl Schwier gründete, wurde Hartan zum Kassenwart gewählt. Ab etwa 1895 betrieb er neben einem Fotostudio einen Galanterie- und Kurzwarenladen. Wichtiger als das ist sein fotografischer Nachlass, worin er von Weimarer Gebäuden, die letztlich für den Abriss bestimmt gewesen sind, zugunsten neuer Gebäude bzw. der Anlage neuer Straßenzüge in Weimar Aufnahmen hinterließ, von denen sonst oft jegliche Dokumentation fehlt. Dazu zählen Gebäude wie u. a. die der Frauentorstraße 3 (Weimar), die weichen mussten, oder auch die Federwischmühle, an deren Stelle der Sophienstiftsplatz errichtet wurde. Die Aufnahme der Federwischmühle durch Hartan wiederum ist ein Beispiel der frühen Weimarer Straßenfotografie. Die Schützengasse/Ecke Hummelstraße wurde ebenfalls umgebaut. Die vorherigen Gebäude hielt Hartan fotografisch fest. Die alte Posthalterei in der Schützengasse 2 hatte er ebenfalls aufgenommen. Die Posthalterei war einst Weimars größtes Fuhrgeschäft. Auch das Hoftheater hatte er vor dem Abriss aufgenommen. Hartans für die Fotodokumentation Weimars wichtiger Nachlass befindet sich im Stadtarchiv Weimar, Sammlung Magdlung. Laut Axel Stefek hinterließ Hartan fotografische Stadtansichten, die zu den wahrscheinlich ältesten von Weimar zählen. Beispielsweise hielt Hartan um 1870 den noch ungestalteten Platz vor dem Großherzoglichen Museum Weimar vor seiner Gestaltung fest. Daher zählt Stefek Hartan zu den bedeutenden Weimarer Fotografen, die zu Unrecht vergessen sind. Außerdem fertigte Hartan fotografische Reproduktionen an, die sich u. a. im niederländischen Rijksmuseum Amsterdam befinden.
Nicht nur in Weimar machte sich Hartan einen Namen durch seine Fotografie, auch in anderen Orten war er sehr aktiv, so fotografierte er z. B. das Oberschloss und die Niederburg in Kranichfeld und in Bad Berka das Waldschlösschen, die Villa Alma, die Villa Küster und die Villa Sanssouci. Fotos von ihm gingen u. a. auch in The New York Public Library’s Photography Collection ein.
Der bekannte Goetheforscher Wilhelm Bode verwendete Fotografien zu seinem Weimar-Buch, wie er bereits im Vorwort angegeben hat. Bode erwähnte eine fotografische Stadtansicht Weimars, die Hartan anfertigte, aus dem Jahre 1867 mit dem alten Marstall, einem Rest des Deutschritter-Vorwerks, der längst verschwunden ist. Der befand sich an der Ilm gegenüber der Burgmühle.
Die Söhne Hartans Kuno und Gustav Hartan betrieben das Foto-Geschäft bis 1949 weiter. Die Fotografien von Ansichten, die Wilhelm Hartan anfertigte, wurden von ihnen auch als Postkarten verbreitet wie z. B. die erwähnte Federwischmühle oder die Sechsbogenbrücke, die Wilhelm Hartan im Bau ca. 1875 aufnahm, unter der Firmenbezeichnung: Photogr. Kunstanstalt Gust. Hartan. Das Galanterie- und Kurzwarengeschäft scheinen die Söhne Hartans hingegen nach dem Tod des Vaters nicht weiter betrieben zu haben, denn im Weimarer Adressbuch von 1919 ist lediglich die „Photographische Anstalt“ am Rollplatz 1 vermerkt.
Zu den kulturgeschichtlich bedeutenden Aufnahmen, die Hartan hinterließ, zählt wohl die, die als Postkarte im Verlag seines Sohnes Gustav 1913 erschien: die erste Begräbnisstätte Friedrich Schillers auf dem Jakobsfriedhof, bevor das Kassengewölbe, welches 1854 Karl Alexander (Sachsen-Weimar-Eisenach) abreißen ließ, 1927 rekonstruiert wurde. Dieses Foto fand Verwendung auch zu filmischen Dokumentationen im Zusammenhang mit dem Schicksal des Schiller-Schädel über das Landesfunkhaus Thüringen beim MDR 2009. Vielleicht ist gar die Grabungsaufnahme von August von Froriep mit Grabungsteam von ihm, die auch in dieser Dokumentation verwendet wurde.
Das Photoatelier Hartan in Weimar feierte 1939 das 75-jährige Gründungsjubiläum.